# 政治における合理主義
『政治における合理主義』（せいじにおけるごうりしゅぎ、英: Rationalism in Politics and Other Essays）とは1962年にマイケル・オークショットによって著された政治学の著作である。
オークショットが本書で展開しようとする基本的な視座とは、あらゆる人間の知識を定式化する合理主義に対する批判である。つまり合理主義に基づく専門知に対して定式化できない実践的に存在する実践知が存在し、このような実践知の集合は伝統として人間の活動を基礎付けていると論じる。
これを説明するために、合理主義の立場から完全な制度を創造することを目指す政治とは実践的な政治的経験を伴わない政治に過ぎないとオークショットは論じる。同時に合理主義に基づいた道徳も完全な実践や硬直化に起因する脆弱な側面を持つ。そして特定の目標を確立してその実現のために他のあらゆる目標を排除し、最適な手段を選択する合理的行為に対しても、人間は伝統の中においてのみ行為できるものであり、目的を設定したとしても実際にはその慣習に依存する。
オークショットは政治はイデオロギーを設定してそれを追究する活動ではなく、政治活動の中でイデオロギーがそれに従うものであると指摘し、政治は既に成立している規定や制度で示されている中から共感されるものを追究する活動である。したがって政治の実践には政治活動に関するあらゆる伝統に関する知識が求められるものであり、それを与えるものが政治教育である。この政治の伝統は複雑な知識であるが、それは歴史によって教育することが可能である。つまり政治における保守主義は現在の生活様式を構成する信念を受容することを意味し、政府の役割とは社会の中の諸々の諸理念の衝突を調整することでそれらの価値を維持することを指すものである。